# Limonium sinuatum
Espèce
Limonium sinuatum ou Statice sinuata, la saladelle sinuée, aussi nommée limonium à feuilles sinuées, saladelle à feuilles sinuées ou encore statice sinué, est une plante herbacée méditerranéenne de la famille de Plumbaginacées. Elle est cultivée notamment pour former des bouquets secs.

## Description
- Feuilles en rosace
- Tiges avec des ailettes linéaires tout au long de la tige, caractéristiques de l'espèce
- Fleurs blanches en corymbe dense avec des calices bleus-violets

## Liste des sous-espèces
Selon Catalogue of Life (21 décembre 2020) :
- Limonium sinuatum subsp. beaumerianum (Maire) Sauvage & Vindt
- Limonium sinuatum subsp. bonduellei (F. Lestib.) Sauvage & Vindt
- Limonium sinuatum subsp. sinuatum

## Galerie

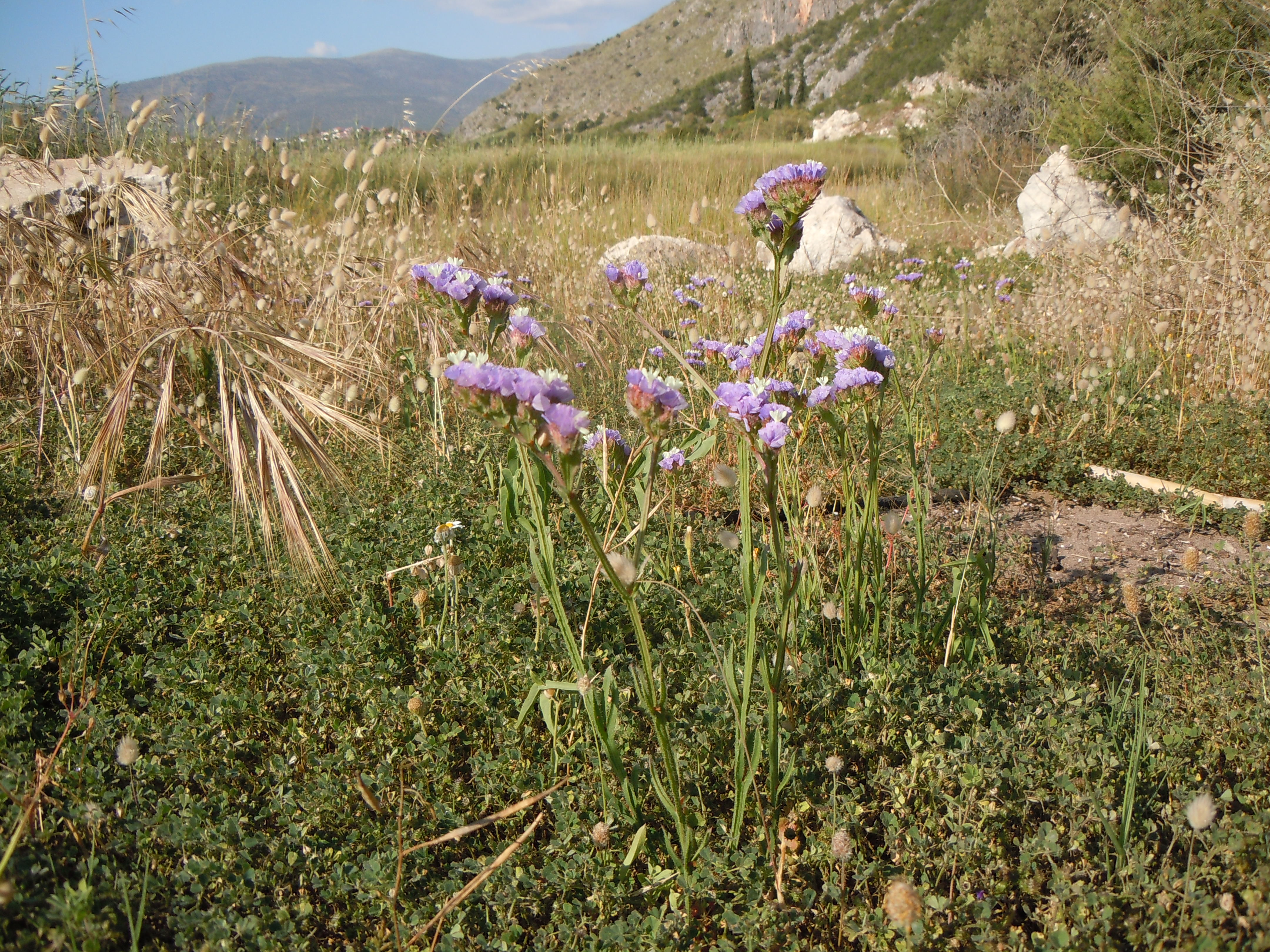
A l'état sauvage en Grèce.
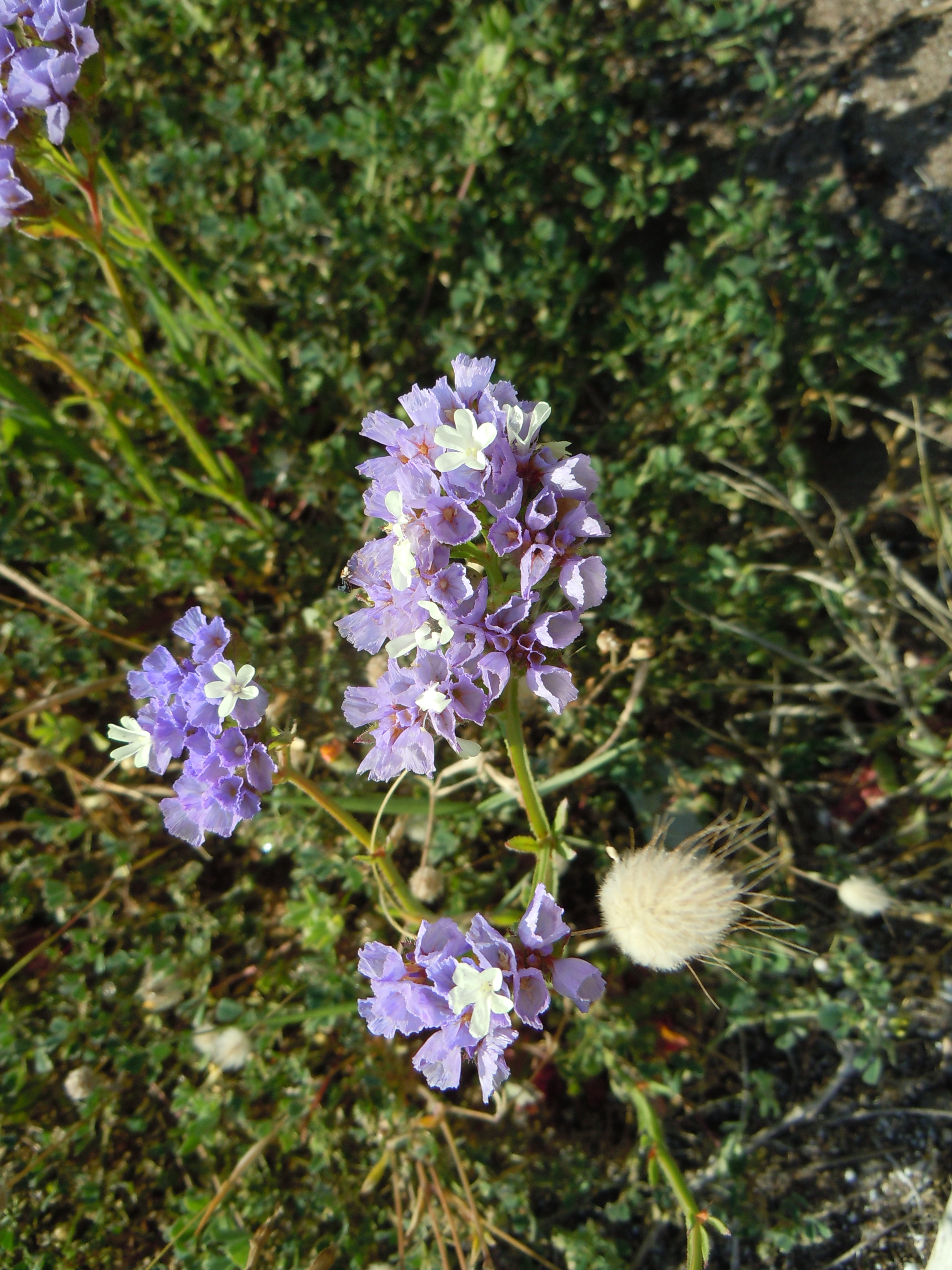
Inflorescence.